# Batman Forever
Batman Forever (1995) este un film american cu supereroi regizat de Joel Schumacher și produs de Tim Burton. Bazat pe personajul DC Comics - Batman, filmul este o continuare a filmului Batman Returns (1992), cu Val Kilmer care-l înlocuiește pe Michael Keaton în rolul lui Batman. Filmul prezintă încercările lui Batman de a-i opri pe Two-Face (Tommy Lee Jones) și pe Riddler (Jim Carrey) care intenționează să extragă toate informațiile aflate în creierele orașului Gotham.